# جيراردو جيانيتا
جيراردو جيانيتا (12 سبتمبر 1956 في أسكولي) (بالإنجليزية: Gérardo Giannetta)‏ لاعب كرة قدم فرنسي الجنسية إيطالي المولد معتزل كان يجيد اللعب في خط الوسط . بزغ نجمه عندما قاد نادي ستاد رانس إلى احتلال المركز الثاني في بطولة كأس فرنسا موسم 1976-1977 .

## وصلات خارجية
- جيراردو جيانيتا على موقع قاعدة بيانات كرة القدم.إي يو (الإنجليزية)